# 공중그네 (음악 그룹)
공중그네는 대한민국의 음악 그룹이다. 2017년 싱글 [그림자]로 데뷔했다.

## 음반
- 그림자 (2017)
- 동경 (2018)